# Rhagonycha chirorodakensis
Rhagonycha chirorodakensis es una especie de coleóptero de la familia Cantharidae.

## Distribución geográfica
Habita en Japón.